# Legerträsket
Legerträsket är en sjö i Arvidsjaurs kommun i Lappland och ingår i Byskeälvens huvudavrinningsområde. Sjön har en area på 0,153 kvadratkilometer och ligger 398,2 meter över havet.

## Delavrinningsområde
Legerträsket ingår i det delavrinningsområde (726048-166851) som SMHI kallar för Mynnar i Saltbäcken. Medelhöjden är 391 meter över havet och ytan är 18,14 kvadratkilometer. Det finns inga avrinningsområden uppströms utan avrinningsområdet är högsta punkten. Vattendraget som avvattnar avrinningsområdet har biflödesordning 4, vilket innebär att vattnet flödar genom totalt 4 vattendrag innan det når havet efter 128 kilometer. Avrinningsområdet består mestadels av skog (69 procent) och sankmarker (17 procent). Avrinningsområdet har 1,83 kvadratkilometer vattenytor vilket ger det en sjöprocent på 10,1 procent.